# 중부독일 S반
중부독일 S반(독일어: S-Bahn Mitteldeutschland)은 독일 라이프치히-할레 광역권에서 운행하는 광역 철도망이다. 독일에서 가장 긴 영업 거리를 가지고 있다. 노선망은 라이프치히 도심 지하 터널과 할레 중앙역을 중심으로 뻗어나가는 형태이다.
S반 운영은 작센주의 라이프치히 대중교통협회(ZVNL, Zweckverbands für den Nahverkehrsraum Leipzig), 오버엘베 교통조합(Verkehrsverbund Oberelbe), 중부작센 교통조합(Verkehrsverbund Mittelsachsen), 작센안할트주의 작센안할트 대중교통공사(NASA, Nahverkehrsservice Sachsen-Anhalt), 튀링겐주의 튀링겐 대중교통공사(NVS, Nahverkehrsservicegesellschaft Thüringen) 및 브란덴부르크주의 베를린 브란덴부르크 교통조합(VBB, Verkehrsverbund Berlin-Brandenburg)이 주도하며 DB 레기오 쥐트오스트가 영업권을 가지고 있다. 주로 사용하는 차량은 봄바디어 탈렌트 2이다.
할레와 라이프치히에는 1969년 개별적으로 S반이 개통되었으며, 당시 명칭은 할레(잘레) 도시고속철도(Stadtschnellbahn Halle (Saale)), 라이프치히 도시고속철도(Stadtschnellbahn Leipzig)였다. 2004년 새로운 S10 노선이 생기면서 두 도시의 노선망이 연결되었고, 이 때부터 라이프치히할레 S반(S-Bahn Leipzig-Halle)으로 불렸다. S반 등장 이전에도 두 도시간에는 중부독일 교통조합 내에 별도의 운임이 신설되기 전까지 철도 노선이 있었다. 2013년 12월 15일 현재 형태의 중부독일 S반이 개통되었다. 라이프치히 시티터널이 개통되면서 노선망이 터널을 중심으로 개편되었고, 도심으로 직접 S반 노선이 진입하게 되었다.
도이체 반의 통계에 의하면 개통 첫 해에는 일일 이용객 5만 5000여명이었으며 노선망의 거리는 약 430 km였다. 운영 시작 후 2년간 총 승객은 약 2000만 명이었다. 2017년 기준 연간 이용객은 약 2500만 명이었다.

## 노선
2021년 12월 12일 기준 총 11개 노선이 있다.
| 노선 | 운행 구간 | 배차 간격(분)          |
| ---- | --- | ---------------------- |
| S 1  | 라이프치히 밀리티처 알레 - 라이프치히 카를스루어 슈트라세 - 라이프치히 알레 첸터 - 라이프치히 그뤼나워 알레 - 라이프치히 플라크비츠 - 라이프치히 린데나우 - 라이프치히 로이치 - 라이프치히 뫼케른 - 라이프치히 코피플라츠 - 라이프치히 골리스 - 라이프치히 중앙역 지하 - 라이프치히 마르크트 - 라이프치히 빌헬름 로이슈너 플라츠 - 라이프치히 바이에른역 - 라이프치히 MDR - 라이프치히 푈커슐라흐트뎅크말 - 라이프치히 슈퇴터리츠 | 30                     |
| S 2  | 위터보크 - 니더괴르스도르프 - 블뢴스도르프 - 차나 - 뷜치히 - 최르니갈 - 루터슈타트 비텐베르크 중앙역 | 비정기 운행            |
| S 2  | 루터슈타트 비텐베르크 중앙역 - 프라타우 - 베르크비츠 - 라디스 - 그래펜하이니헨 - 부르크켐니츠 - 물덴슈타인 - 비터펠트 | 120                    |
| S 2  | 데사우 중앙역 - 데사우 쥐트 - 마르케 - 라군 - 예스니츠 (안할트) - 볼펜 (비터펠트군) - 그레핀 - 비터펠트 | 120                    |
| S 2  | 비터펠트 - 페터스로다 - 델리치 하역 | 30(평일) 60(주말)      |
| S 2  | 델리치 하역 - 초르타우 - 라크비츠 (바이 라이프치히) - 라이프치히 메세 - 라이프치히 에세너 슈트라세 - 라이프치히 노르트 - 라이프치히 중앙역 지하 - 라이프치히 마르크트 - 라이프치히 빌헬름 로이슈너 플라츠 - 라이프치히 바이에른역 - 라이프치히 MDR - 라이프치히 푈커슐라흐트뎅크말 - 라이프치히 슈퇴터리츠 | 30                     |
| S 3  | 할레 니틀레벤 - 할레 노이슈타트 - 할레 체르베너 슈트라세 - 할레 쥐트슈타트 - 할레 질버회에 - 할레 로젠가르텐 - 할레 중앙역 - 할레 메세 - 디스카우 - 그뢰버스 - 그로스쿠겔 - 슈코이디츠 베스트 - 슈코이디츠 - 라이프치히 뤼체나 - 라이프치히 바렌 - 라이프치히 슬레포그트슈트라세 - 라이프치히 올브리히트슈트라세 - 라이프치히 골리스 - 라이프치히 중앙역 지하 - 라이프치히 마르크트 - 라이프치히 빌헬름 로이슈너 플라츠 - 라이프치히 바이에른역 - 라이프치히 MDR - 라이프치히 푈커슐라흐트뎅크말 - 라이프치히 슈퇴터리츠 - 라이프치히 앙거크로텐도르프 - 라이프치히 엥겔스도르프 - 보르스도르프 - 게리히스하인 - 마헤른 (작센) - 알텐바흐 - 베네비츠 - 부르첸 | 30                     |
| S 3  | 부르첸 - 퀴렌 - 달렌 (작센) - 오샤츠 | 비정기 운행            |
| S 4  | 호이어스베르다 - 슈바르츠콜름 - 라우타 (니더라우지츠) - 호세나 - 루란트 - 라우흐하머 - 플레사 - 엘스터베르다빌라 - 바트리벤베르다 - 팔켄베르크 (엘스터) - 레펠트 (바이 팔켄베르크/엘스터) - 바일로데 - 토르가우 | 120                    |
| S 4  | 토르가우 - 모크레나 - 도버쉬츠 - 아일렌부르크 오스트 - 아일렌부르크 - 예세비츠 (바이 라이프치히) - 푀니츠 (바이 라이프치히) - 타우하 (바이 라이프치히) | 30/30/60               |
| S 4  | 타우하 (바이 라이프치히) - 라이프치히 하이터블리크 - 라이프치히 테클라 - 라이프치히 모카워 슈트라세 - 라이프치히 노르트 - 라이프치히 중앙역 지하 - 라이프치히 마르크트 - 라이프치히 빌헬름 로이슈너 플라츠 - 라이프치히 바이에른역 - 라이프치히 MDR - 라이프치히 코네비츠 - 마르크클레베르크 노르트 - 마르크클레베르크 - 마르크클레베르크 그로스슈테텔른 - 마르크클레베르크 가슈비츠 | 30                     |
| S 5  | 할레 (잘레) 중앙역 - 라이프치히/할레 공항 - 라이프치히 메세 - 라이프치히 중앙역 지하 - 라이프치히 마르크트 - 라이프치히 빌헬름 로이슈너 플라츠 - 라이프치히 바이에른역 - 라이프치히 MDR - 라이프치히 코네비츠 - 마르크클레베르크 노르트 - 마르크클레베르크 - 뵐렌 (바이 라이프치히) - 뵐렌 베르케 - 노이키리치 - 도이첸 - 레기스브라이팅겐 - 트레벤레마 - 알텐부르크 뵐렌 베르케역은 요청 시 정차한다. | 60                     |
| S 5  | 알텐부르크 - 렌도르프 (알텐부르크군) - 괴스니츠 - 포니츠 - 크리미차우 - 슈바인스부르크쿨텐 - 베르다우 노르트 - 베르다우 - 슈타인플라이스 - 리히텐타네 (작센) - 츠비카우 (작센) 중앙역 | 120                    |
| S 5X | 할레 (잘레) 중앙역 - 라이프치히/할레 공항 - 라이프치히 메세 - 라이프치히 중앙역 지하 - 라이프치히 마르크트 - 라이프치히 빌헬름 로이슈너 플라츠 - 라이프치히 바이에른역 - 라이프치히 MDR - 라이프치히 코네비츠 - 마르크클레베르크 노르트 - 마르크클레베르크 - 뵐렌 (바이 라이프치히) - 알텐부르크 - 괴스니츠 - 크리미차우 - 베르다우 - 츠비카우 (작센) 중앙역 | 60                     |
| S 6  | 라이프치히 메세 - 라이프치히 에세너 슈트라세 - 라이프치히 노르트 - 라이프치히 중앙역 지하 - 라이프치히 마르크트 - 라이프치히 빌헬름 로이슈너 플라츠 - 라이프치히 바이에른역 - 라이프치히 MDR - 라이프치히 코네비츠 - 마르크클레베르크 노르트 - 마르크클레베르크 - 마르크클레베르크 가슈비츠 - 그로스도이벤 - 뵐렌 (바이 라이프치히) - 뵐렌 베르케 - 노이키리치 - 로브슈테트 - 보르나 (바이 라이프치히) 뵐렌 베르케역은 요청 시 정차한다. | 30                     |
| S 6  | 보르나 (바이 라이프치히) - 페터그루베 - 노이키르헨비라 - 프로부르크 - 가이트하인 페터그루베역과 노이키르헨비라역은 요청 시 정차한다. | 60                     |
| S 7  | 할레 (잘레) 중앙역 - 할레 로젠가르텐 - 할레 질버회에 - 할레 쥐트슈타트 - 앙거스도르프 - 체르벤 - 토이첸탈 오스트 - 토이첸탈 - 반슬레벤암제 - 암스도르프 - 뢰블링겐암제 - 에르데보른 - 루터슈타트 아이슬레벤 | 60                     |
| S 7  | 루터슈타트 아이슬레벤 - 볼페로데 - 블랑켄하임 - 리슈테트 - 장거하우젠 아벨리오 레일 미텔도이칠란트 운영 | 비정기 운행            |
| S 8  | 위터보크 - 니더괴르스도르프 - 블뢴스도르프 - 차나 - 뷜치히 - 최르니갈 - 루터슈타트 비텐베르크 중앙역 | 비정기 운행            |
| S 8  | 루터슈타트 비텐베르크 중앙역 - 프라타우 - 베르크비츠 - 라디스 - 그레펜하이니헨 - 부르크켐니츠 - 물덴슈타인 - 비터펠트 | 120                    |
| S 8  | 데사우 중앙역 - 데사우 쥐트 - 마르케 - 라군 - 예스니츠 (안할트) - 볼펜 (비터펠트군) - 그레핀 - 비터펠트 | 120                    |
| S 8  | 비터펠트 - 로이치 (비터펠트군) - 브레나 - 란트스베르크 (바이 할레/잘레) - 호엔투름 - 할레 (잘레) 중앙역 | 30(평일) 60 (주말)     |
| S 9  | 할레 (잘레) 중앙역 - 파이센 - 로이센 - 란트스베르크 (바이 할레/잘레) 쥐트 - 클리치마르 - 퀴나 - 델리치 상역 - 호엔로다 - 크렌지츠 - 케머라이포르스트 - 아일렌부르크 | 120 60 (출퇴근 시간대) |
| S 47 | 할레 트로타 - 할레 본슈타트 노르트 - 할레 초 - 할레 데사워 브뤼케 - 할레 (잘레) 중앙역 | 60                     |

중부독일 S반 개통 이후 매 해마다 승객이 증가하여 현재는 평일에는 일일 최소 6만명의 승객이 이용한다. 2014년 기준 일일 이용객은 57,765명이었다. 2015년 가장 이용객이 많았던 노선은 S5/S5X였으며, 일일 이용객은 15,200여명이었다. 다음 순위로 이용객이 많았던 노선은 S1(13,900), S3(13,700), S4(11,500), S2(4,000) 순이다. 2015년 12월 노선 변경 이후의 상태를 반영하지 않은 통계이다. 2014년 기준 S7 노선은 일일 이용객 약 4,000명이었다.
2015년 평일 기준 일일 60,421명이 시티터널 구간을 이용했으며 이는 수요 예측과 거의 일치했다. 라이프치히-할레 구간 S반 일일 이용객 수는 2014년 18,000명에서 2015년 21,500명으로 증가했다.

## 개통 이전 역사

### 할레 노선
| exKSBHFa |

| exSHST |

| KSBHFxa |

| tSTRa |

| tSBHF |

| tSTRe |

| SHST |

| SBHF |

| SHST |

| SHST |

| SBHF |

| SBHF |

| SHST |

| SHST |

| SHST |

| KSBHFe |

| exKSBHFa |

| exSHST |

| KSBHFxa |

| tSTRa |

| tSBHF |

| tSTRe |

| SHST |

| SBHF |

| SHST |

| SHST |

| SBHF |

| SBHF |

| SHST |

| SHST |

| SHST |

| KSBHFe |

할레 S반의 유일한 노선은 할레 북부의 트로타 지역에서 U자 형태로 할레 (잘레) 중앙역으로 진입하여 1964년 이후에 개발된 잘레강 서안의 할레 노이슈타트를 통과하여 할레 될라우역까지 가는 노선이었다. 실제 노선 건설은 할레 니틀레벤(Halle-Mietleben)역까지 진행되었다.
할레 노이슈타트는 10만 명 규모의 신도시로 개발되었고, 도심과 연결하기 위해서 당시 시대상에 따라 노면 전차 대신 버스와 S반 노선을 연결했다. 원래 계획은 할레 노이슈타트 서쪽 끝에 단순한 철도역을 건설하는 것이었다. 그 후 할레 노이슈타트의 중심가를 통과하고 앙거스도르프 동쪽에서 분기하는 형태로 변경되었다. 지표면을 따라서 철도 노선을 건설하면 할레 노이슈타트 시가지를 단절할 위험이 있었기 때문에 중심가를 지하 터널로 통과하고 지하역을 중심역으로 지정했다.

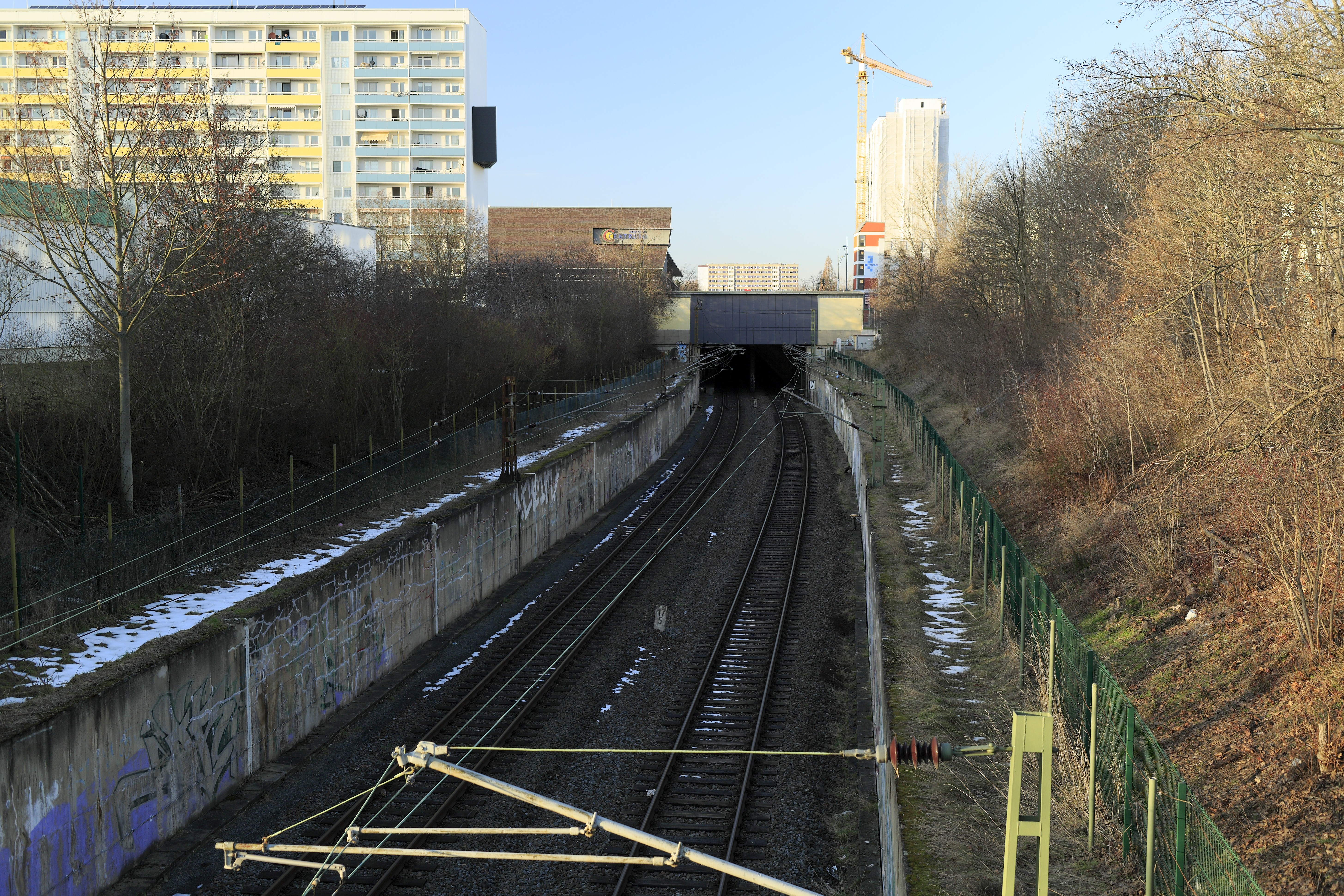
할레 노이슈타트 S반 터널선의 남쪽 진입부

1967년 4월부터 체르베너 슈트라세(Zscherbener Straße)역과 할레 (잘레) 중앙역 사이의 열차 운행이 시작되었다. 당시에는 중간 정차역이 없었다. 운행 초기에 사용한 차량은 VT 2.09 디젤동차였다. 1969년 9월 27일 지하역이 개통했고 전철 운행이 공식적으로 시작되었다. 할레에서 기관차 교체를 할 필요가 없도록 앙거스도르프역과 함께 할레-아렌스하우젠선이 전철화되었다. 메르세부르커 슈트라세를 지나는 교량 위에 첫 중간역인 로젠가르텐역이 개업하였다. 1970년대에는 할레 남부의 질버회에(Silberhöhe) 및 쥐트슈타트(Südstadt) 지구가 개발되었다. 기존 할레 노선에 부담을 주지 않도록 할레 뵈름리츠 분기점(Abzw Halle-Wörmlitz)-할레 쥐트슈타트 분기점(Abzw Halle-Südstadt) 사이에 병행하는 새 단선 노선을 건설하였고, 이 노선상에 1978년 할레 질버회에 및 1979년 할레 쥐트슈타트역을 건설하였다. 할레 쥐트슈타트역은 1979년 5월 1일 개업했고, 질버회에역은 그 해 7월 1일에 개업했다. 차후 복선화를 염두에 두었기 때문에 할레 질버회에역은 섬식 승강장으로 건설되었고 북쪽에 선시공부를 마련해 두었다. 그러나 실제 복선화는 진행되지 않았다. 할레 쥐트슈타트역은 분기점으로도 기능하는 신호소를 건설했다. 잘레강을 건너는 철교를 추가로 건설할 수 없었기 때문에 기존 철교를 단선 병렬로 운행했다. S반 열차는 북쪽 선로를 사용했고 간선 열차는 남쪽 선로를 사용했다.
지하역 북쪽과 기존의 할레 클라우스토어-헤트슈테트선과 연결되었다. 할레 노이슈타트 지역에서의 영업은 1968년 9월에 중단되었고, 할레 노이슈타트에서 시작하여 할레 니틀레벤, 할레 될라우역까지 연결되는 구간은 보수 및 전철화되어 1971년 10월 26일 개통했다.

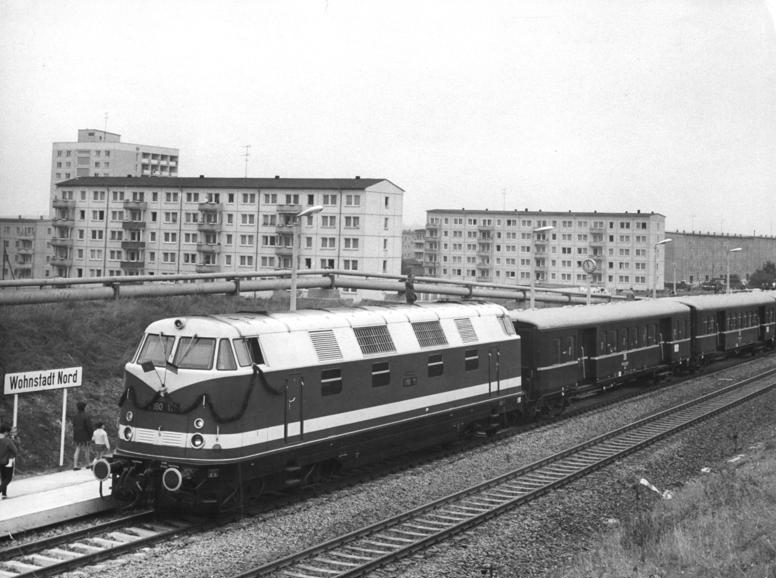
1969년 9월 27일 개통 열차

할레 중앙역 북쪽에 과거 기관차 운행을 위해 사용했던 선로에 S반 운행을 위한 추가 승강장 1a가 건설되었고, 할버슈타트-할레 트로타간 노선이 확장되었고 할레 본슈타트 노르트, 할레 초, 할레 데사우어 브뤼케역이 설치되었다. 중앙역에서 슈타인토어브뤼케 경유 데사우어 브뤼케간 구간도 과거의 Bw Halle P의 기관차 운행선을 사용했다. 이 구간은 과거 복선으로 운행했으나 제2차 세계 대전 이후 단선으로만 운행했고, S반 운행을 위해서 복선 노선을 다시 건설했다. 건설 당시에는 전철화가 되지 않았기 때문에 트로타 방면 북부 노선은 디젤 기관차로 운행했다. 1971년부터 1972년까지 이 구간을 다시 확장하면서, S반용 선로 2.4 km를 추가로 건설함과 동시에 기존의 할레 트로타역까지의 S반 선로가 전철화되었다. 1972년 10월 1일부터 할레 S반은 전 구간 전철 운행이 시작되었다. 할레 트로타역 S반 승강장 뒤편으로 부정기적으로 사용했던 복선 인상선이 있었으며 이를 통해서 할버슈타트까지 연결되었다.
할레 노이슈타트에서 메르세부르크의 중화학공업단지로 통근하는 사람을 위해서 S반 개통 이후 메르세부르크-부나 공장-할레 니틀레벤간 열차가 개통했다. 이 구간은 2007년 12월까지 열차가 운행했다.
1979년 9월 30일 할레 질버회에 주거지구에는 할레 뵈름리츠 베스트 분기점(Abzweigstelle Aw (Halle-Wörmlitz West))에서 할레 (잘레) 남역(이후 할레 아멘도르프역)으로 연결되는 선로가 개통되었다. 이 연결선을 통해서 할레 노이슈타트에서 할레 질버회에 및 슈코파우를 경유하여 메르세부르크까지 가는 열차를 운행할 수 있었고, 쥐트슈타트에서 화학 공장으로 직통 열차가 운행했다. 이 구간은 2000년대 초반까지 열차가 운행했다. 할레에서 출발하여 장거하우젠 및 노르트하우젠으로 가는 열차는 이 구간에 정차하지 않았다. 1990년대 초반 할레 브륄슈트라세역이 할레 질버회에역으로 이름이 변경되었다. Aw 분기점-할레 아멘도르프간 연결선의 승강장은 2021년 초에 철거되었다.
될라우에서 잘츠뮌데까지의 선로 연장과 버스 터미널 및 토이첸탈-잘츠뮌데선에서 뻗어 나가는 순환선 건설 계획은 실현되지 않았다. 1980년 말 화학 삼각지대 내 만스펠터 란트에 있는 구리 광산으로 노동자를 수송하기 위해 헤트슈테트까지 구간의 복원이 계획되었다.

1980년대 중반에는 할레 노이슈타트 및 도시 남부와 중앙역과의 연결을 개선하고 승객 수 증가에 대처하기 위해서 배차 간격을 10분으로 단축하려는 계획이 있었다. 할레 질버회에 및 할레 쥐트슈타트역 구간이 포함되는 할레 뵈름리츠 분기점-할레 쥐트슈타트 Sa 분기점간을 복선화해야 했다. 뵈름리츠-쥐트슈타트간 노반, 할레 질버회에-할레 쥐트슈타트 구간에 있는 파울주어슈트라세(Paul-Suhr-Straße)를 아래로 통과하는 구간의 복선 부지 등 선시공부는 지금도 확인할 수 있다. 1990년대 초 독일 통일로 인하여 할레의 인구가 급격하게 줄어들면서 대중교통 수요도 줄어들어서 이 계획은 실현되지 않았다. 1991년 통일 이후 최초로 가격을 인상하면서 할레 교통 및 운임조합(VTG, Verkehrs- und Tarifgemeinschaft Halle)에서는 노면 전차와 버스에 공동 운임제를 도입했다. 2007년 12월 9일 이후에도 이 구간은 30분 배차 간격으로 운행했다. 이용객 수가 줄어들어서 배차를 축소했고, 할레 노면전차가 15분 배차간격으로 운행했고, 역시 30분 배차 간격으로 운행하는 S10 노선이 배차 간격의 공백 시간대에 운행했다.
2002년 8월 1일 할레 니틀레벤-할레 하이데-할레 될라우간의 운행이 중단되었다. HAVAG에서 작센안할트 주정부의 병행 버스 운행을 중단하라는 지시를 따르지 않은 결과 2002년 9월 30일부터 주에서 운영권을 취소했고, 8월 1일에 이미 운행을 중단했으며 2003년 12월 31일에 공식적으로 운행을 중단했다. 구조물 보수 상태와 감소하는 승객 수를 그 이유로 들었다. 도이체 반 측에서의 선로 복원 계획은 없다. 2008년 니틀레벤역부터 하이데역 사이의 전차선 지지대가 철거되었다.
할레-할버슈타트 구간에 틸팅 기술을 도입하고 시속 160km로 증속하면서 잔더스레벤 (안할트)에 전자식 신호소를 건설했다. 그 결과 할레 트로타역에 있었던 인상선과 연결선이 철거되었고 S반 노선은 단순한 회차선으로 끝난다.

### 라이프치히 노선

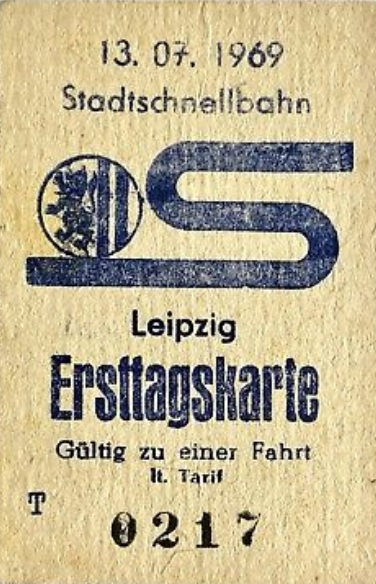
1969년 7월 13일, 라이프치히 S반 개통 기념권

라이프치히 노선은 과거 두단식 승강장이 있었던 라이프치히 중앙역의 북쪽에서 갈라져서 남쪽의 마르크클레베르크에서 다시 만났다. 분기 구간에서 노선의 전체적인 형태는 하트 모양이다. 라이프치히 중앙역의 동쪽에서 서쪽으로 이동은 1호 터널을 통과했다. 이후 동쪽의 부르첸과 서쪽의 신규 주택지구 그뤼나우 방면으로 노선이 연결되었다.
1968년 2월 29일 라이프치히 구의회는 S반 건설을 결정했다. 신년 박람회를 준비하기 위해서 중앙역과 라이프치히 메세를 잇는 "S반과 비슷한 고속교통"이 운행을 시작했다. 제5회 동독 전국체전을 대비하여 1969년 6월 12일 완전한 하트 모양을 이루는 S반 노선이 개통했다. 두 노선은 S1과 S2로 명명되었다. 개통 이후 첫 이틀간은 무료로 열차를 이용할 수 있었으며, 열차 정원은 과밀 상태였다. 당시 기준으로도 운임은 높은 편이었다. 1회권은 50페니히, 5개 정류장까지의 단거리권은 30페니히였다. 라이프치히교통공사(LVB)에서 운행하는 노면전차나 버스로의 환승은 새로운 승차권을 구입해야 했고, 월간 정기권으로는 통합 이용이 가능했다. 한편 이 시기의 동베를린 베를린 S반은 타 교통수단으로 환승이 가능했으며 운임은 20페니히에 불과했고, 라이프치히교통공사의 1회권은 여러 장 구매 시 16.7 페니히였다. A(이후 S1) 노선이 나뉘어질때까지 라이프치히 중앙역에서는 서쪽으로 가는 열차가 7번, 동쪽으로 가는 열차가 6번 승강장에서 출발했다.
동부 노선은 라이프치히 코네비츠역까지 별도의 S반선과 이후 라이프치히-호프선의 열차선을 사용하며, 앙거크로텐도르프역, 메세겔렌데역, 마리엔브룬역이 추가로 개업했다. 서부 노선에는 코피플라츠, 인두스트리겔렌데 베스트, 린데나우역이 추가로 개업했다. 대부분 구간이 제방 위에 건설되어 있었기 때문에 상대식 승강장으로 건설되었다. 20세기 초 라이프치히 철도망의 재설계 이후 라이프치히 슈퇴터리츠부터 가슈비츠간 화물 순환선은 복복선화되어 있었다. S반 열차는 과거 장거리 열차선으로 사용했던 동쪽 선로를 사용했다. 선로간 거리가 좁았기 때문에 슈퇴터리츠-코네비츠 구간에서 메세겔렌데역과 마리엔브룬역에는 과거의 근교 열차선에 승강장을 설치할 수 없었다. 해당 구간은 단선 병렬 운행이 가능하도록 변경되었다. 코네비츠 방면으로 운행하는 열차는 독일의 일반적인 방향과는 반대로 좌측 통행을 했다. 이에 필요한 선로 분기기와 추가 신호기는 메세겔렌데역 승강장에 설치되었다. 총 운행 거리는 36.5 km, 운행 시간은 61분이었으며 평시 배차 간격은 20분이었다.
츠비카우 및 라이헨바흐 (포그트란트) 상역 방향 전철화와 동시에 보안 장치도 개선되었다. 슈퇴터리츠역과 코네비츠역에는 중앙 통제식 색등 신호기가 설치되었다. 가슈비츠역에는 GS II DR형 기계식 신호소가 설치되었다. 플라크비츠역부터 가슈비츠역 사이의 단선 구간에서는 병목 현상이 발생했다. 가슈비츠역은 화물 열차가 자주 운행했기 때문에 마르크클레베르크 베스트역의 서쪽에서 열차의 약 절반 정도가 종착해야 했다. 마르크클레베르크 베스트역에는 새로운 승강장과 코부르커 슈트라세(Koburger Straße) 방면으로 새로운 출구가 건설되었다. 그럼에도 불구하고 환승 저항이 컸기 때문에 마르크클레베르크역과 가까운 곳에 라트하우스슈트라세(Rathausstraße)에 인접한 곳에 마르크클레베르크 미테역을 신설했다. 추가 인상선 및 마르크클레베르크 베스트역에 추가 승강장을 건설하여 모든 열차가 이 역까지 도달할 수 있도록 했다. 마르크클레베르크 미테역이 건설되면서 서부와 동부 노선 환승 운임이 신설되었다. 이 목적으로 마르크클레베르크역과 마르크클레베르크 미테역에 개표기가 설치되었고, 이후 전 역으로 확대되었다. 열차에 승차하기 전에 긴 쪽으로 승차권을 접어서 개표해야 했다. 단거리권도 사용할 수 있었다. 라이프치히 중앙역과 앙거크로텐도르프역 구간이 개통된 1년 후 젤러하우젠역이 추가로 개업했으며 플라크비츠역에는 슈바르체슈트라세(Schwartzestraße) 쪽에 인접한 추가 승강장이 개설되었다.
라이프치히 중앙역과 박람회장간 급행 서비스가 일반 S반과 별도로 운행했다. S반 운임에 통합되어 있었으나 PS 2 승차권이 필요했다.
라이프치히 S반의 연간 이용객 수는 1971년에 약 1,300만 명이었다. 8량 열차 45편성이 운행했다.

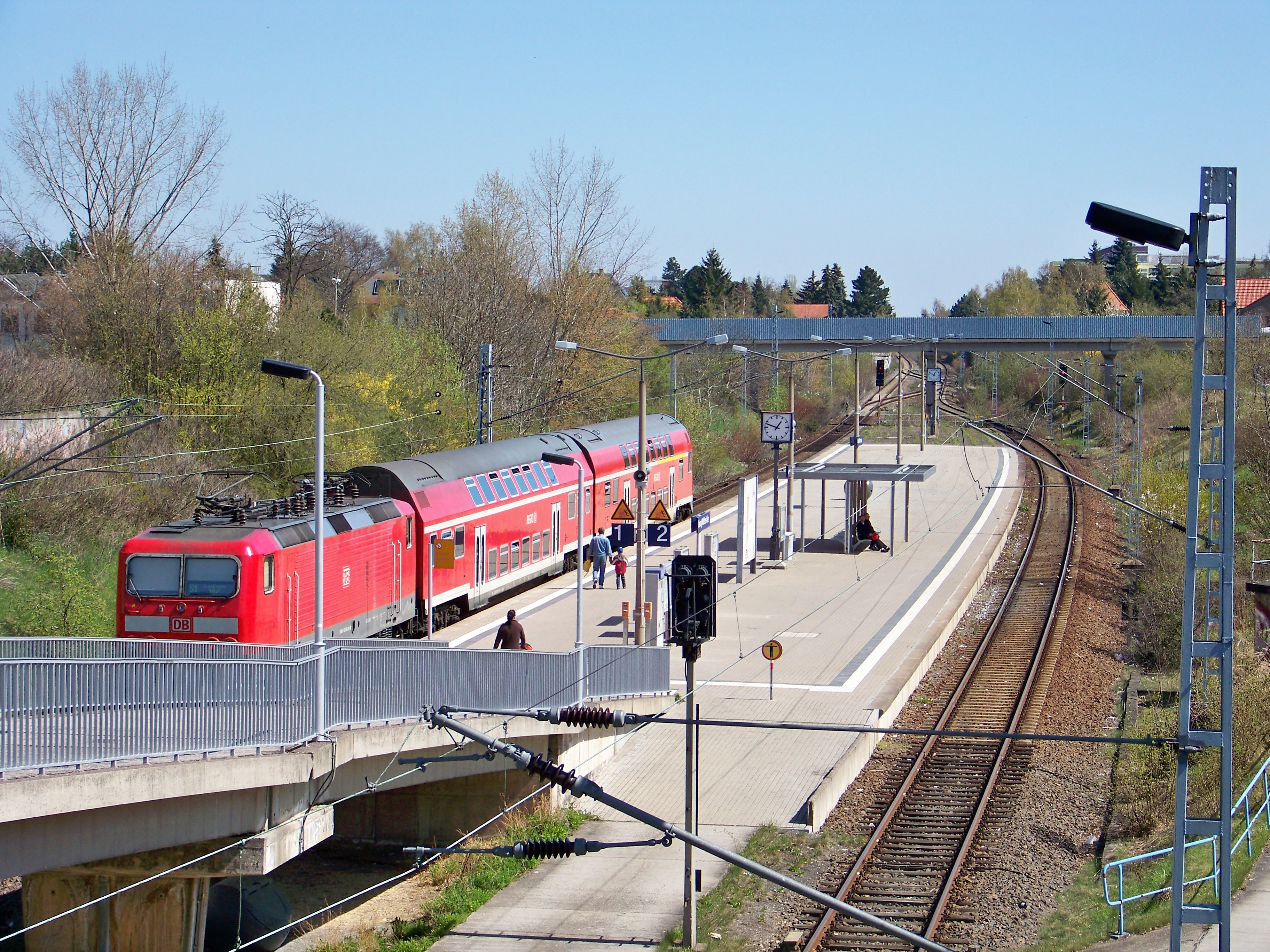
라이프치히 밀리티처 알레 종착역에 정차 중인 S1 노선 열차

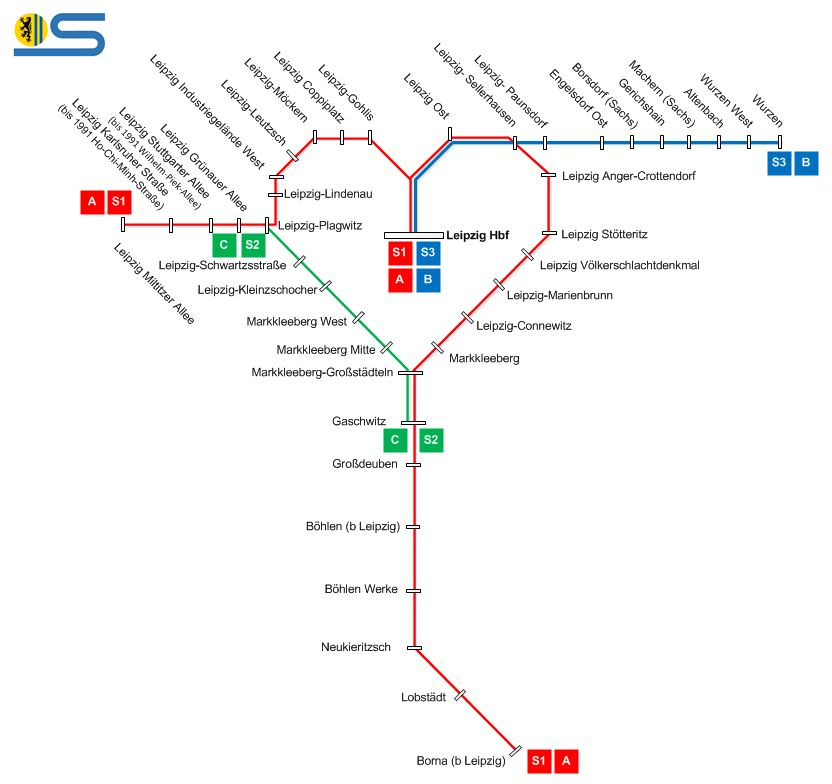
2002년까지의 라이프치히 S반 노선도

1974년 5월 26일 부르첸 방면으로의 B선이 개통했다. 젤러하우젠역 하부 승강장과 엥겔스도르프 오스트역이 신설되었다. 환승 거리와 시간 때문에 젤러하우젠역 상부 승강장과의 환승 통로는 개설되지 않았다. 부르첸 방면에서는 드레스덴, 리자, 그로스보텐, 트레브센 방면의 모든 열차가 보르스도르프부터 부르첸 구간에서 S반 운임으로 이용할 수 있도록 개방되었다. 이와 함께 운임 구역도 PS 3(1 M), 4(1.50 M), 5(2 M)로 확대되었다. 선로 용량 부족으로 일정한 배차 간격이 유지되지 못했다. 교통 수요 감소와 보르스도르프 이후 구간의 긴 폐색 거리로 인한 선로 용량 감소 때문에 일부 열차는 보르스도르프역에 종착했다. 종착 열차를 처리하는 5번 선로가 신설되었고 추가 출발 신호기가 설치되었다. 과거의 노선은 A선으로 불렸고, S1과 S2라는 명칭은 사용되지 않았다. 그뤼나우 지구 개발과 함께 1977년 9월 25일부터 1983년까지 신규 노선이 개통되었다. 이 노선은 C선으로 불렸으며, 콘크리트 통근열차(Betonpedel)라는 별명이 있었다. 순환선의 A선과 환승할 수 있는 플라크비츠역까지 운행했다. 1977년 9월 25일 첫 구간으로 헤르만 마테른 알레역(Hermann-Matern-Allee)이 개통했다. 1980년 빌헬름 피크 알레까지의 차후 구간 개통 당시에 그뤼나우어 알레역으로 개명되었다. 1983년 호치민슈트라세역과 밀리티처 알레역이 개통했다. 밀리티처 알레역에는 섬식 승강장과 인상선이 설치되었다. 마르크란슈테트 방면으로 노선 확장을 염두에 두고 있었으나 건설되지는 않았다.
| STR |

| SBHF |

| ABZgr |

| SHST |

| SHST |

| SBHF |

| SHST |

| ABZg+l |

| SHST |

| KSBHFe |

| STR |

| SBHF |

| ABZgr |

| SHST |

| SHST |

| SBHF |

| SHST |

| ABZg+l |

| SHST |

| KSBHFe |

1984년 A선은 그뤼나우-플라크비츠-중앙역-가슈비츠간을 직통 운행했고, 그뤼나우-플라크비츠-마르크클레베르크간은 C선으로 분리되었다. C선의 플라크비츠-가슈비츠 연결선은 라이프치히 수변림을 통과했기 때문에 숲 철도(Waldbahn)로 불리기도 했다. A선과 함께 플라크비츠-밀리티처 알레간 10분 배차 간격으로 운행했다. 플라크비츠에서는 노면전차 2호선과 환승할 수 있었다. 노면전차 직통에 비해서 S반 A선 이용 시 라이프치히 시내 진입 시간 단축이 가능했으나 운임이 통합되어 있지 않았기 때문에 환승객은 적었다.
독일 통일 이후 탈공산화 바람에 의해서 지명이 바뀌었다. 빌헬름 피크 알레는 슈투트가르터 알레로 변경되었고, 호치민 슈트라세는 카를스루어 슈트라세로 변경되었으며, 라이프치히 S반 정거장의 이름도 같이 바뀌었다. 노선 명칭 역시 1992년 여름부터 문자 대신 숫자로 변경되었다. A선은 S1(일부 열차는 1시간 간격으로 보르나까지 운행) B선은 S3(1시간 단위의 규칙적인 배차 도입), C선은 S2가 되었다. S2선이 플라크비츠-가슈비츠 간으로 축소되고, 평시 배차 간격이 1시간으로 증가하고, 환승 시간이 단축되고, 라이프치히 중앙역 경유에 비해서 운임이 비싸져서 수요가 감소하여 2002년 12월에 65번 버스로 대체되었다. 2004년 S1 노선은 시티터널 건설로 운행이 나뉘었다. 서부 노선은 S1, 동부 노선은 S2로 불렸다. 라이프치히 메세가 시 북부 외곽으로 이전하면서 과거의 메세겔렌데역은 푈커슐라흐트뎅크말역으로 개명되었다. 슈투트가르터 알레역에는 알레센터 쇼핑몰이 개업하면서 알레센터역으로 개명되었다.
시티터널 공사 준비를 위해서 RB 130 라이프치히 바이에른역-알텐부르크역간 노선은 2001년 라이프치히 바이에른역 임시 폐쇄와 동시에 노이키리치에서 S반과 환승이 가능해졌고 알텐부르크역에서 출발하는 레기오날반 열차를 통해서도 중앙역 진입이 가능해졌다. 터널 공사를 위해서 배차 간격이 30분까지 연장되면서 라이프치히교통공사의 다른 노선에 비해서 S반의 수요가 감소했다. 2001년 8월 1일 중부독일 교통조합 운임이 도입되었다. 라이프치히 시내를 운행하는 교통 수단을 추가금 없이 환승할 수 있게 되었고, 남부, 북부, 동부 교외지역으로의 여행도 간단해졌다. 부르첸 및 가이트하인 방면은 시 경계선부터 3년간은 장거리 열차 요금이 적용되었다. 2004년 8월 1일부터 물덴탈군과 토르가우오샤츠군으로도 교통조합 요금이 확대되었다.
시티터널 완공 이전까지 시간표 개정은 없었다. 2011년 4월 30일 S1의 잔여 구간이 예산 부족으로 시티터널 완공 이전까지 운행을 중단했다. 2012년 11월 24일 라이프치히 중앙역-슈퇴터리츠역 구간이 폐지되었다. 2013년 12월 15일 시티터널 완공으로 S/MRB11 노선이 중단되면서 라이프치히 동부의 S반 노선은 완전히 폐지되었다.

### 라이프치히 할레 S반
| KSBHFa |

| SHST |

| SBHF |

| SBHF |

| SHST |

| SHST |

| SBHF |

| SBHF |

| SBHF |

| SHST |

| SHST |

| SHST |

| KSBHFe |

| KSBHFa |

| SHST |

| SBHF |

| SBHF |

| SHST |

| SHST |

| SBHF |

| SBHF |

| SBHF |

| SHST |

| SHST |

| SHST |

| KSBHFe |

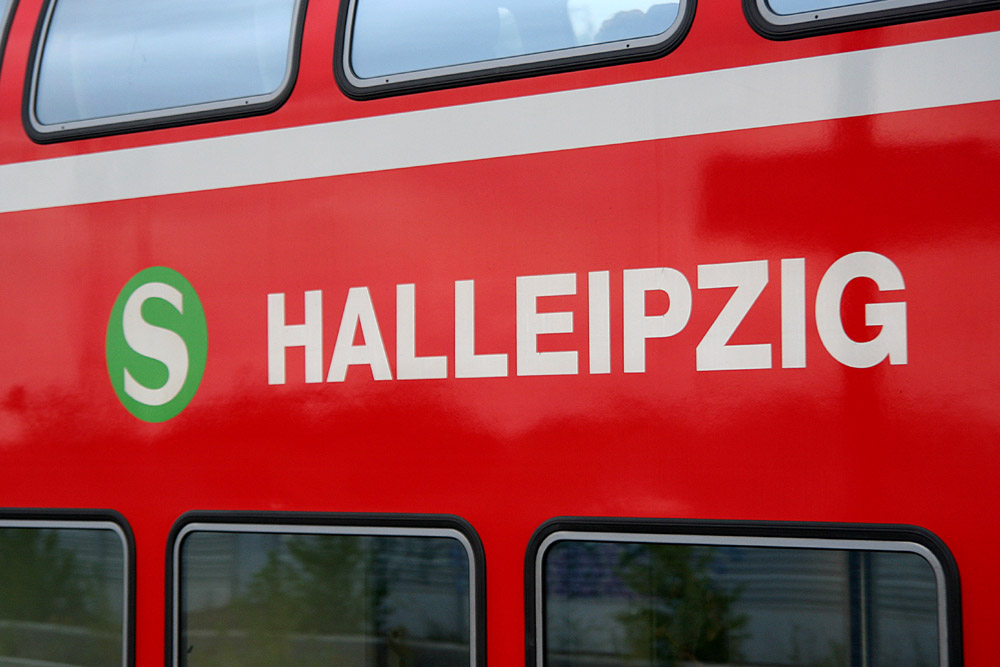
S반 차량의 할레라이프치히(Halle-Leipzig) 문구

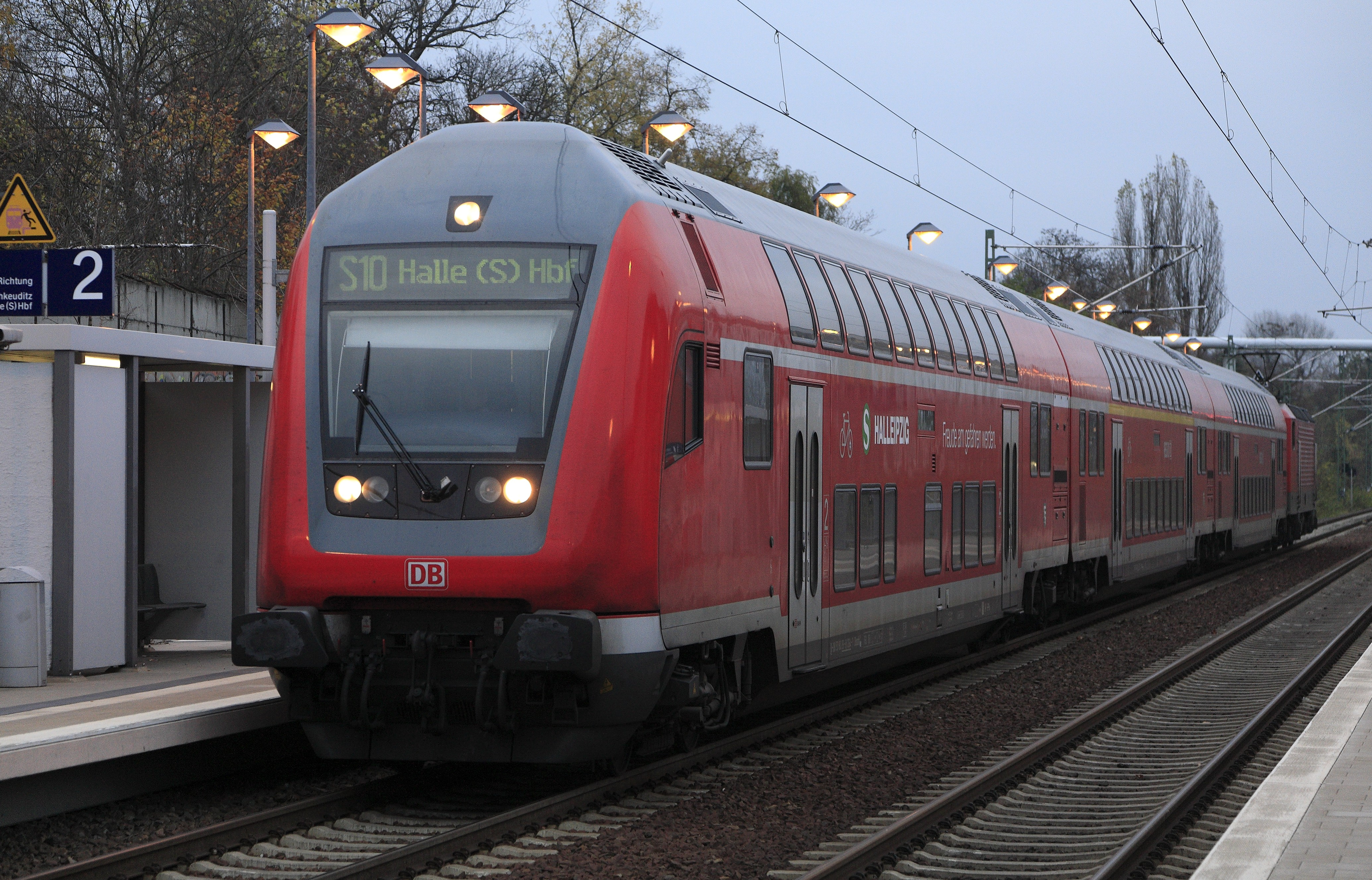
올브리히트슈트라세역에 정차한 S10 열차

라이프치히와 할레 사이에는 1928년 도입된 ET 41 전동차 등 수십년간 고밀도로 교외선 열차가 운행했으나 이 구간에 별도의 운임이 도입되지는 않았다.
2002년 3월 19일부터 라이프치히와 할레를 연결하는 새로운 S반 노선 건설이 시작되었다. 2004년 12월까지 2억 3400만 유로의 예산을 투입하기로 결정했다. 건설 비용은 연방정부(1억 3500만 유로), 작센안할트 주정부(3900만 유로), 작센 주정부(3400만 유로)에서 분담했다.  2004년 12월 12일 계획대로 시운전이 진행되었다.
이 노선의 라이프치히 구간은 마그데부르크-라이프치히 철도회사(Magdeburg-Leipziger Eisenbahn-Gesellschaft)에서 건설한 라이프치히 바렌-중앙역간 화물선의 경로를 따라간다. 과거 비더리치 경유로 우회한 레기오날반 노선 RB56은 새로운 S반 노선으로 대체되었다. 정차역이 5개 추가되었음에도 불구하고 기존의 36분 운행 시간은 유지되었다. 2004년 12월 5일부터 RB56 노선은 부활한 노선에서 승객을 태우고 영업 시운전을 했다. 추가 레기오날엑스프레스 노선인 RE5는 "급행 S반"의 역할을 담당하게 되었으며, 2003년 6월 30일부터 라이프치히/할레 공항역을 통해서 1시간 간격으로 운행한다. 2001년 8월 1일부터 중부독일 교통조합 운임이 도입되어서 별도의 운임을 도입하지 않았다.
그뤼나우 방면 노선의 마르크란슈테트 연장은 비용 문제 및 기존역 문제로 인하여 고려하지 않고 있으며 대중교통 계획에서는 여전히 남아 있다.

### 1969년부터 2009년까지의 노선망

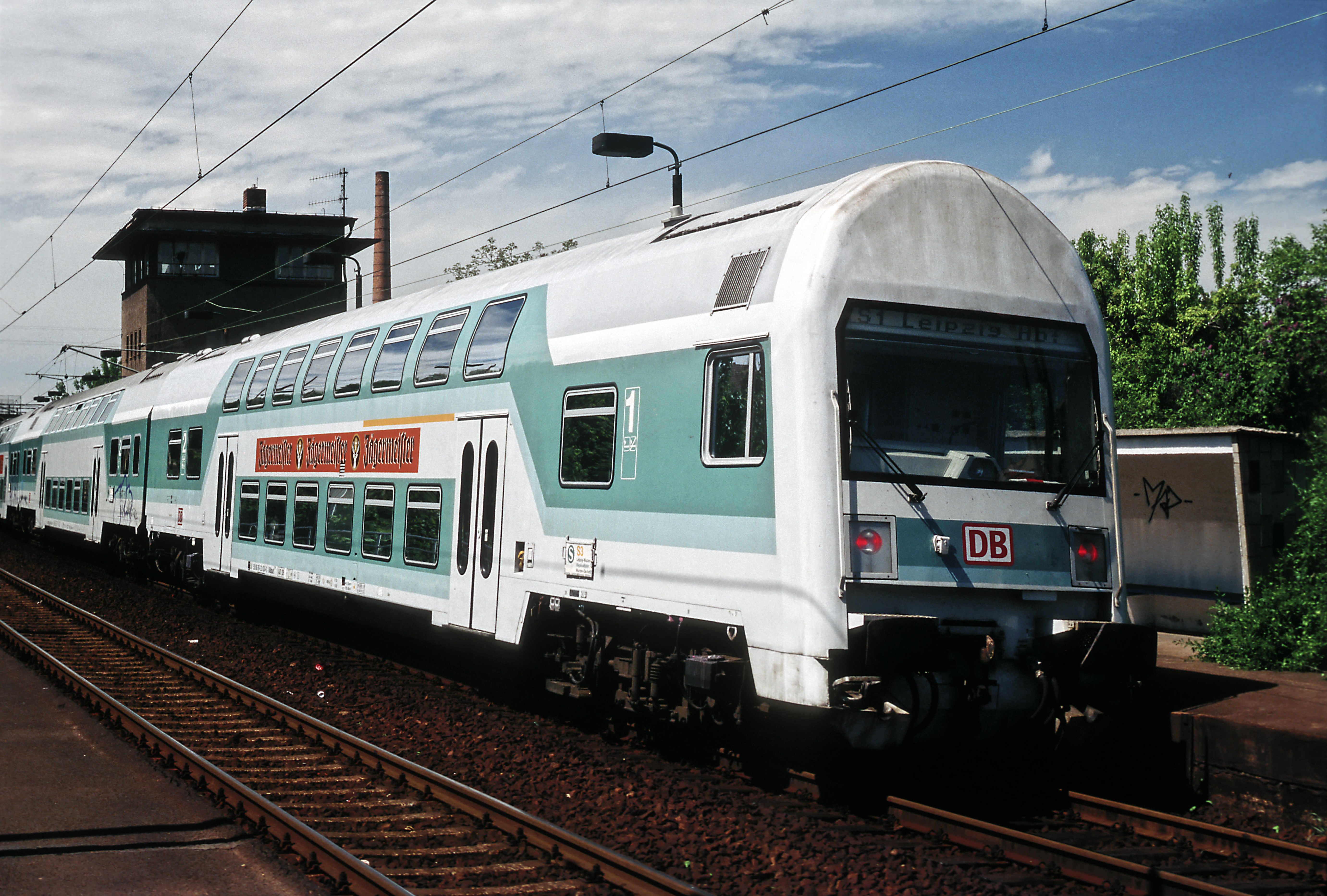
젤러하우젠역에 정차한 부르첸-라이프치히간 S반 열차. 보수 공사가 시작되기 전인 1995년이다.

동독 시기의 라이프치히 노선은 A, B, C로 불렸다가 이후 S1, S2, S3으로 변경되었다. S2 노선(Waldbahn)은 2002년에 운행을 중단했다. 라이프치히 중앙역의 시티터널 공사 기간 동안 비터펠트, 할레 (잘레), 아일렌부르크 방면으로 선로 횡단이 어려워졌기 때문에 S1 노선은 2004년에 S1과 새로운 S2로 분할되었다.
- S1, 이전 A: 라이프치히 밀리티처 알레-라이프치히 플라크비츠-라이프치히 중앙역-마르크클레베르크 가슈비츠-보르나
- S2, 이전 C(Waldbahn): 라이프치히 플라그비츠-마르크클레베르크 가슈비츠
- S3, S11, 이전 B: 부르첸 방면

2004년 12월 시간표 개정으로 할레-라이프치히를 운행하는 S10 노선이 도입되었다.

### 2009년부터 2013년까지의 노선망

2009년 노선망

2009년 시간표 개정에서 라이프치히 중앙역 동부의 노선망이 축소됨에 따라 라이프치히 할레 S반의 노선망이 축소되었다. 기존의 S2(라이프치히 중앙역-보르나(-가이트하인))와 S11(라이프치히 중앙역-부르첸(-오샤츠)) 노선이 미텔도이체 레기오반(MRB)의 MRB2와 MRB11 노선으로 이전되었고 S반 체계에서 제외되었다. 시간표와 배차 간격은 영향을 받지 않았다. MRB에서는 전철화된 노선에서도 디젤 동차를 사용했다. 주말 야간에는 도이체반에서 MRB11 노선을 따라 자체적인 S11 노선을 운행했다.
예산 감축으로 2011년 4월 30일부터 S1의 운행이 중단되었고 시티터널 개통 이후에 운행을 재개했다. 대체 교통편으로 LVB의 노면 전차 증편과 버스 노선 2개가 신설되었다.
라이프치히 할레 S반은 2009년부터 2011년까지 S1, S7, S10 노선으로, 2011년부터 2013년 12월 14일까지는 S7과 S10 노선만으로 구성되었다. 당시 평시 배차 간격은 30분이었다.
2012년 11월 24일 영업 종료 이후 라이프치히 중앙역-라이프치히 코네비츠역 구간은 폐쇄되었고 라이프치히 드레스덴 화물역과 라이프치히 슈퇴터리츠역간 구간은 철거되었다. 이것으로 과거 A선의 구간이 사라졌다. 운행했던 열차는 순환선의 서부로 경로가 변경되었고, 더 적은 정차역(라이프치히 골리스, 뫼케른, 플라크비츠, 마르크클레베르크 미테)에만 정차했다.

### 2013년부터 2019년까지의 노선망
2013년 12월 15일 라이프치히 중앙역부터 라이프치히 바이에른역까지 시티터널이 개통했다. 이와 함께 중부독일 S반이라는 이름과 새로운 차량이 도입되었다. 과거의 S10 노선은 할레 (잘레) 중앙역에서 라이프치히 슈퇴터리츠역까지 운행하는 S3 노선이 되었고, RE5 노선은 알텐부르크와 츠비카우 사이를 운행하는 S5와 S5X 노선이 되었다. 호이어스베르다 방면으로 운행하는 레기오날반 노선은 S반 노선의 S4로 편입되었다. 노선 분배 규칙은 2020년까지 유지되었으며, S1, S2, S3, S4 노선은 중간에 남부 구간이 바뀌거나 연장되기도 했다. 2017년 12월부터는 RB118 할레 (잘레) 중앙역-델리치 상부역-아일렌부르크역 노선(DB 레기오 및 베올리아 페어케어 레기오 오스트 운행)이 S9로 편입되었다. 신규 노선으로 할레 (잘레) 중앙역에서 비터펠트를 경유하여 데사우 중앙역 및 루터슈타트 비텐베르크 중앙역으로 운행하는 S8이 추가되었다. 비터펠트에서 S2와 함께 할레, 라이프치히, 루터슈타트 비텐베르크, 데사우 방면으로 정규 열차를 이용할 수 있게 되었다. S3의 과거 남부 운행구간이었던 라이프치히 메세-가이트하인간은 S6 노선으로 변경되었다.
| 2015년 12월부터 2017년 12월까지 | 2017년 12월부터 2019년 12월까지 | 2019년 12월부터 2021년 12월까지 |
| ------------------------------- | ------------------------------- | ------------------------------- |
|                                 |                                 |                                 |

## 같이 보기
- 라이프치히의 대중 교통

## 참고 문헌
- Wolfram Sturm: Eisenbahnzentrum Leipzig. Geschichte von den Anfängen bis zur Gegenwart. Pro Leipzig, Leipzig 2003, ISBN 3-9807201-9-5.

## 참조
1. ↑  Andreas Tappert: Mitteldeutsches S-Bahn-Netz soll wachsen in Leipziger Volkszeitung, 13. Dezember 2018 (abgerufen am 14. Dezember 2018)
2. ↑  Neue Haltestellen für Leipzigs S-Bahn-Netz in: Leipziger Volkszeitung, Nr. 292, 15. Dezember 2016, Seite 13
3. ↑  . ISSN 0232-3222. |제목=이(가) 없거나 비었음 (도움말)
4. ↑  EK-Themen 39: Die Deutsche Reichsbahn vor 25 Jahren – 1979. EK-Verlag, Freiburg 2004, S. 19
5. ↑  13 Millionen Fahrgäste mit der Leipziger S-Bahn. In: Berliner Zeitung, Jahrgang 28, Ausgabe 4, 4. Januar 1972, S. 2
6. ↑  EK-Themen 40: Die Deutsche Reichsbahn vor 25 Jahren – 1980. EK-Verlag, Freiburg 2005, S. 22